# Crimini di guerra giapponesi

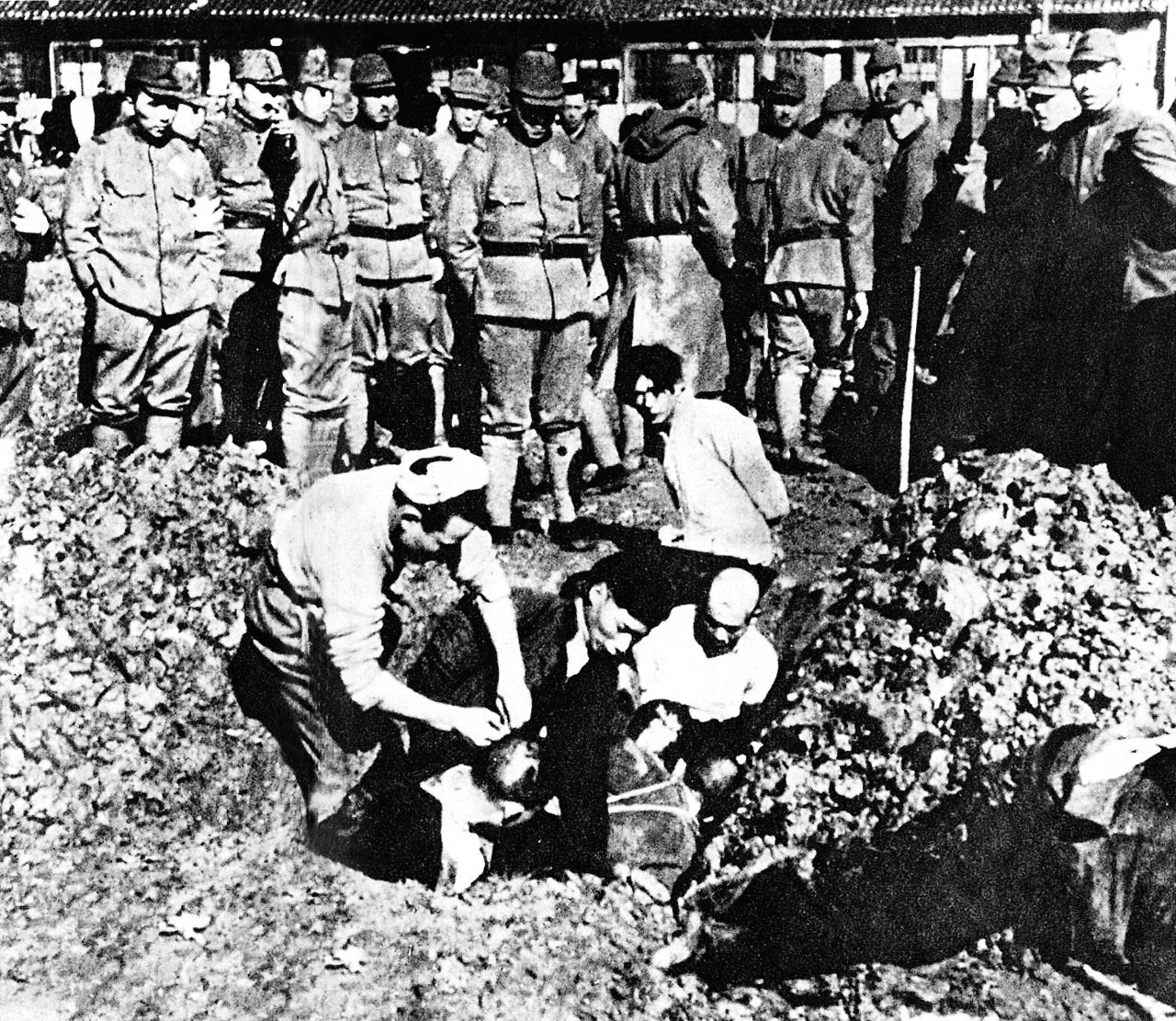
Prigionieri cinesi sepolti vivi.

I crimini di guerra giapponesi (descritti come olocausto asiatico o atrocità di guerra giapponesi) avvennero in molti paesi dell'Asia e del Pacifico durante il periodo dell'espansionismo giapponese, soprattutto durante la seconda guerra sino-giapponese e la seconda guerra mondiale. Alcuni crimini di guerra vennero commessi dal personale militare dell'Impero giapponese nel tardo XIX secolo, anche se la maggior parte avvennero durante la prima parte del periodo Shōwa, il nome dato al regno dell'imperatore Hirohito, fino alla sconfitta militare dell'Impero giapponese nel 1945.
Gli storici e i governi di alcuni paesi ritengono le forze militari giapponesi, vale a dire l'Esercito Imperiale Giapponese, la Marina imperiale giapponese e la Famiglia imperiale del Giappone, soprattutto l'Imperatore Hirohito, responsabili degli omicidi e degli altri crimini commessi contro milioni di civili e prigionieri di guerra. Alcuni soldati giapponesi ammisero di aver commesso tali crimini. Gli avieri del Dai-Nippon Teikoku Rikugun Kōkū Hombu e del Dai-Nippon Teikoku Kaigun Kōkū Hombu non erano inclusi come criminali di guerra in quanto non c'era un diritto positivo o una specifica consuetudine del diritto internazionale umanitario che proibiva le condotte illecite di guerra aerea moderna prima e durante la Seconda guerra mondiale. Il servizio aeronautico dell'esercito imperiale giapponese prese parte nella conduzione di attacchi biologici e chimici sui cittadini nemici sia durante la Seconda guerra sino-giapponese sia durante la Seconda guerra mondiale e l'uso di tali armi nella guerra era generalmente vietato dagli accordi internazionali sottoscritti dal Giappone, comprese le Conferenze internazionali per la pace dell'Aia (1899 e 1907), che vietavano "l'uso di veleni o armi avvelenate" in guerra.
Dal 1950 in poi, gli alti funzionari governativi giapponesi espressero numerose scuse per i crimini di guerra del paese. Il Ministero degli affari esteri del Giappone afferma che il paese riconosce il suo ruolo nell'aver causato "danni enormi e sofferenze" durante la Seconda guerra mondiale, soprattutto per quanto riguarda l'ingresso a Nanchino, durante il quale i soldati giapponesi uccisero un gran numero di non combattenti e si impegnarono in saccheggi e stupri. Alcuni membri del Partito Liberal Democratico del governo giapponese, come l'ex primo ministro Jun'ichirō Koizumi e l'ex primo ministro Shinzō Abe, pregarono al Santuario Yasukuni, il cui Libro delle Anime comprende come vittime onorevoli di guerra anche criminali di guerra di classe A condannati. Alcuni libri di testo giapponesi descrissero solo brevi riferimenti ai vari crimini di guerra e membri del Partito Liberal Democratico come Shinzo Abe negarono alcune delle atrocità, ad esempio il coinvolgimento del governo nel rapire donne da impiegare alla stregua di Comfort women (schiave del sesso).

## Definizione

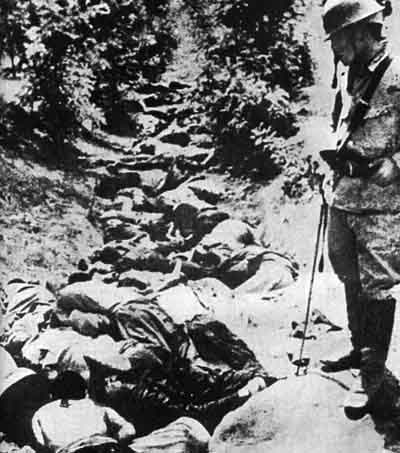
Xuzhou, Cina, 1938. Un fosso pieno dei corpi dei civili cinesi uccisi dai soldati giapponesi.

I crimini di guerra vennero definiti dalla Carta di Tokyo come "violazioni delle leggi o consuetudini di guerra", che comprendevano crimini contro nemici combattenti e nemici non combattenti. I crimini di guerra includevano anche attacchi deliberati sui cittadini e le proprietà degli stati neutrali in quanto rientravano nella categoria dei non combattenti come l'Attacco di Pearl Harbor. Il personale militare dell'Impero giapponese venne accusato o condannato per molti di questi atti durante il periodo dell'Imperialismo giapponese dalla fine del XIX secolo alla metà del XX secolo. Molti di essi vennero accusati di aver condotto una serie di violazioni dei diritti umani contro i civili e i prigionieri di guerra di tutta l'Asia orientale e della regione del Pacifico. Questi eventi raggiunsero il loro massimo durante la Seconda guerra sino-giapponese del 1937-1945 e la Guerra del Pacifico (1941-1945). Oltre al personale civile e militare giapponese, si scoprì che anche i coreani e i taiwanesi costretti a servire nelle forze armate dell'impero del Giappone avevano commesso crimini di guerra in quanto parte dell'Esercito imperiale giapponese.

### Diritto internazionale e giapponese
Il Giappone non firmò la Convenzione di Ginevra del 1929 sui prigionieri di guerra (ad eccezione della convenzione di Ginevra del 1929 sui malati e feriti), anche se nel 1942 promise di rispettarne i termini. I crimini commessi cadono anche sotto altri aspetti del diritto internazionale e giapponese. Per esempio, molti dei crimini commessi dal personale giapponese durante la Seconda guerra mondiale ruppero il Diritto militare giapponese e finirono davanti alla Corte marziale, come previsto dalla legge stessa. L'impero violò anche gli accordi internazionali sottoscritti dal Giappone, comprese le disposizioni dell'Aia (1899 e 1907) come la protezione dei Prigionieri di guerra e il divieto dell'utilizzo di Armi chimiche, la Convenzione del lavoro del 1930 che vietava il Lavoro forzato, la convenzione internazionale del 1921 sul traffico di donne e bambini che proibiva il traffico di esseri umani e di altri accordi. Il governo giapponese firmò anche il Patto Briand-Kellogg (1929), rendendo così le sue azioni del 1937-1945 suscettibili dalle accuse di Crimini contro la pace, un'accusa che indusse il Processo di Tokyo a perseguire i criminali di guerra di "classe A". I criminali di guerra di "classe B" erano colpevoli di crimini di guerra in sé, e i criminali di guerra di "classe C" erano colpevoli di crimini contro l'umanità. Il governo giapponese inoltre accettò le condizioni fissate dalla Dichiarazione di Potsdam (1945) dopo la fine della guerra, compreso l'articolo 10 che confermava la pena per "tutti i criminali di guerra, compresi quelli che hanno commesso crudeltà sui nostri prigionieri".

La legge giapponese non definisce i condannati del 1945 come criminali, nonostante il fatto che i governi del Giappone accettarono i giudizi espressi nelle prove e nel Trattato di San Francisco (1952). Questo perché il trattato non menzionava la validità giuridica del tribunale. Il Giappone aveva certificato la validità giuridica dei tribunali dei crimini di guerra nel trattato di San Francisco, i crimini di guerra sarebbero diventati oggetto di ricorso e ribaltamento nei tribunali giapponesi. Questo sarebbe stato inaccettabile per i diplomatici internazionali. L'attuale primo ministro Shinzo Abe ha sostenuto la posizione che il Giappone ha accettato il tribunale di Tokyo e le sue sentenze come condizione per porre fine alla guerra, ma che i suoi verdetti non hanno alcuna relazione con il diritto interno. Secondo questo punto di vista, i condannati per crimini di guerra non sono criminali per il diritto giapponese.

### Estensione geografica e storica
Al di fuori del Giappone, diverse società utilizzano ampiamente i diversi orizzonti temporali nella definizione dei crimini di guerra giapponesi. Ad esempio, il Trattato di annessione nippo-coreano nel 1910 venne imposto dai militari giapponesi, e il regno Joseon passò al sistema politico dell'impero giapponese. Così la Corea del Nord e la Corea del Sud si riferiscono ai "crimini di guerra giapponesi" per riferirsi agli eventi che si verificarono durante il periodo della Corea sotto il dominio giapponese.
In confronto, gli Alleati non vennero in conflitto militare con il Giappone fino al 1941, e i nordamericani, gli australiani, gli asiatici del Sud-est asiatico e gli europei possono considerare i "crimini di guerra giapponesi" avvenuti nel 1941-1945. I crimini di guerra giapponesi non sempre vennero effettuati dal personale giapponese. Una piccola minoranza di persone in tutti i paesi dell'Asia e del Pacifico invasi e occupati dal Giappone collaborarono, o addirittura servirono in esso, per una grande varietà di motivi, come le difficoltà economiche, la coercizione o l'antipatia per gli altri poteri imperialisti.
La Sovranità del Giappone sulla Corea e su Formosa (Taiwan), nella prima metà del XX secolo, venne riconosciuto dagli accordi internazionali, il Trattato di Shimonoseki (1895) e il Trattato di annessione nippo-coreano (1910), ed erano considerati al momento per essere parte integrante dell'impero giapponese. Secondo la legge internazionale di oggi, vi è la possibilità che il Trattato di annessione nippo-coreano fosse illegale, in quanto le popolazioni indigene non erano state consultate, ci fu una resistenza armata contro le annessioni del Giappone, e crimini di guerra possono anche essere stati commessi durante la Guerra civile.

## Retroscena

### Cultura militare giapponese e Imperialismo
La cultura militare, soprattutto durante la fase imperialista del Giappone, ebbe grande importanza per la condotta dei militari giapponesi prima e durante la Seconda guerra mondiale. Dopo la Restaurazione Meiji e il crollo dello Shogunato Tokugawa, l'Imperatore del Giappone divenne il centro della lealtà militare. Durante la cosiddetta "Età dell'impero" nel tardo XIX secolo, il Giappone seguì l'esempio di altre potenze mondiali per lo sviluppo di un impero, perseguendo tale obiettivo in modo aggressivo.
A differenza di molte altre grandi potenze, il Giappone non aveva firmato la Convenzione di Ginevra del 1929 (anche nota come la "Convenzione relativa al trattamento dei prigionieri di guerra"), Ginevra 27 luglio 1929, che era la versione che copriva il trattamento dei prigionieri di guerra durante la Seconda guerra mondiale. Tuttavia, il Giappone ratificò le Convenzioni dell'Aia (1899 e 1907), che contenevano disposizioni riguardanti i prigionieri di guerra e di una proclamazione imperiale (1894) che dichiarava che i soldati giapponesi dovevano fare ogni sforzo per vincere la guerra senza violare il diritto internazionale. Secondo lo storico Yuki Tanaka, le forze giapponesi durante la Prima guerra sino-giapponese rilasciarono 1.790 prigionieri cinesi senza danni, una volta firmato un accordo di non prendere di nuovo le armi contro il Giappone. Dopo la Guerra russo-giapponese (1904-1905), tutti i 79.367 prigionieri dell'Impero russo vennero rilasciati e vennero pagati per il lavoro svolto, in conformità alla Convenzione dell'Aia. Allo stesso modo, il comportamento dei militari giapponesi nella prima guerra mondiale (1914-1918) era almeno altrettanto umano come quello degli altri militari, con alcuni prigionieri di guerra tedeschi che passarono in modo gradevole la loro vita in Giappone e che soggiornarono e si stabilirono in Giappone dopo la guerra.

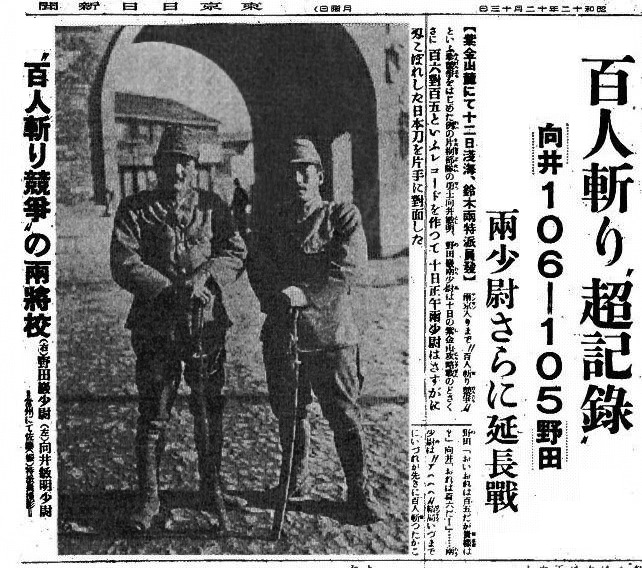
Due ufficiali giapponesi, Toshiaki Mukai e Tsuyoshi Noda in competizione per vedere chi avrebbe ucciso prima cento persone con la spada. Il titolo riporta "Incredibile record, (nella Gara ad uccidere 100 persone con la spada) Mukai 106, Noda 105. Entrambi i due tenenti vanno ai tempi supplementari".

### Eventi del 1930-1940
Entro la fine del 1930, l'aumento del militarismo in Giappone creò somiglianze almeno superficiali tra la più ampia cultura militare giapponese e quella della Germania nazista del personale militare d'élite delle Waffen-SS. Anche il Giappone ebbe un esercito di Polizia segreta che agiva come forza all'interno del Dai-Nippon Teikoku Rikugun, noto come Kempeitai, che assomigliava alla Gestapo nazista nel suo ruolo nei paesi annessi e occupati, ma che esisteva da quasi un decennio prima della nascita di Adolf Hitler. Il fallimento percepito o la devozione insufficiente per l'imperatore avrebbe comportato una punizione, spesso di tipo fisico. In campo militare, gli ufficiali avrebbero aggredito e battuto uomini sotto il loro comando, che passavano a battere i ranghi inferiori, fino in fondo. Nei campi di prigionia, questo significava che i prigionieri ricevevano i peggiori pestaggi di tutti, in parte nella convinzione che tali punizioni erano soltanto la tecnica corretta per affrontare la disobbedienza.

## Crimini
L'esercito giapponese venne spesso paragonato a quello della Germania nazista durante gli anni 1933-1945 a causa della vastità delle sofferenze inflitte. Gran parte delle controversie sul ruolo del Giappone nella seconda guerra mondiale ruotano attorno ai tassi di mortalità dei prigionieri di guerra e civili sotto l'occupazione giapponese. Lo storico Sterling Seagrave scrisse che
Un altro storico, Chalmers Johnson argomentò quanto segue:
Secondo le conclusioni del tribunale di Tokyo, il tasso di mortalità fra i prigionieri di guerra provenienti dai paesi asiatici, inflitto dal Giappone, fu del 27.1%. Il tasso di mortalità dei prigionieri di guerra cinesi era molto più alto perché ai sensi di una direttiva ratificata il 5 agosto 1937 dall'Imperatore Hirohito, i vincoli del diritto internazionale in materia di trattamento dei prigionieri di guerra furono rimossi. Solo 56 prigionieri di guerra cinesi furono rilasciati dopo la Resa del Giappone. Dopo il 20 marzo 1943, gli ufficiali della marina imperiale ordinarono ed incoraggiarono l'esecuzione di tutti i prigionieri catturati negli scontri.

### Attacchi a Pearl Harbor, Malesia, Singapore e Hong Kong

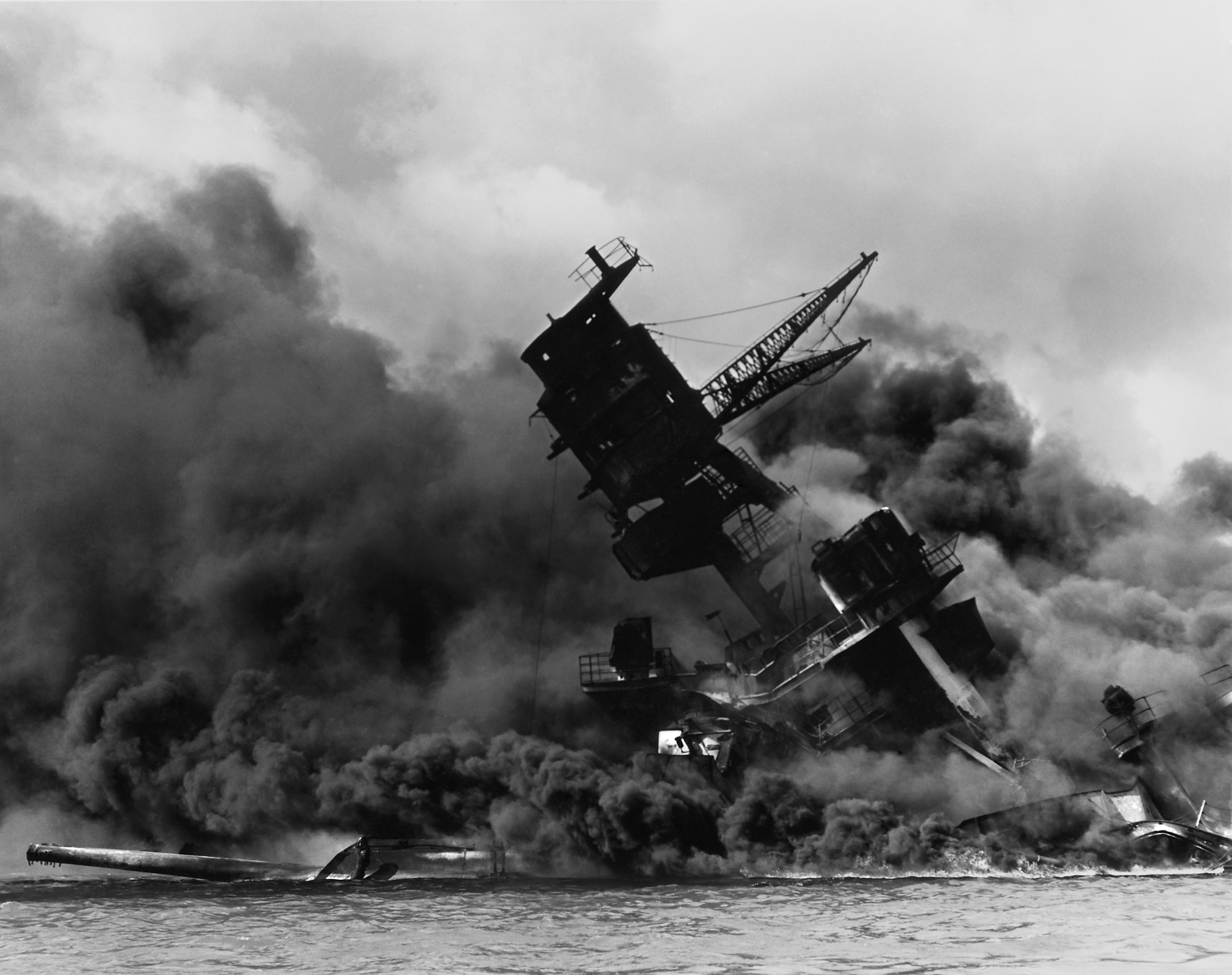
La USS Arizona (BB-39) brucia durante l'attacco giapponese a Pearl Harbor.

L'articolo 1 della Convenzione dell'Aia del 1907 III-L'apertura delle ostilità vietava l'apertura di ostilità contro potenze neutrali "senza precedente ed esplicito avvertimento, sotto forma sia di una motivata Dichiarazione di guerra o di un Ultimatum con la dichiarazione condizionale della guerra" e l'articolo 2 inoltre dichiarava che "l'esistenza di uno stato di guerra deve essere comunicata alle potenze neutrali senza indugio, e non avrà effetto nei loro confronti fino a dopo la ricezione della notifica, che può, però essere data dal telegrafo." I diplomatici giapponesi avrebbero dovuto fornire la comunicazione agli Stati Uniti trenta minuti prima dell'attacco di Pearl Harbor del 7 dicembre 1941, ma venne consegnato al governo statunitense un'ora dopo che l'attacco era finito. Tokyo trasmise la notifica di 5.000 parole (comunemente chiamato il "14-Part Message") in due blocchi per l'ambasciata giapponese a Washington, ma la trascrizione del messaggio impiegò troppo tempo per l'ambasciatore giapponese da consegnare in tempo. Il "14-Part Message" in realtà era l'invio di un messaggio dei funzionari degli Stati Uniti che affermavano che i negoziati di pace tra il Giappone e gli Stati Uniti fossero al momento suscettibili a essere terminati, non una dichiarazione di guerra. In realtà, i funzionari giapponesi erano ben consapevoli del fatto che il "14-Part Message" non era una vera e propria dichiarazione di guerra, come richiesto dalla Convenzione dell'Aia del 1907 III-L'apertura delle ostilità. Essi decisero di non rilasciare opportune dichiarazioni di guerra in quanto temevano che così facendo avrebbero esposto la possibile perdita del funzionamento segreto agli americani. Alcuni teorici delle cospirazioni accusarono che il presidente Franklin Delano Roosevelt avesse acconsentito di buon grado all'attacco al fine di cercare un pretesto per la guerra, ma nessuna prova credibile sostiene tale affermazione. Il giorno dopo l'attacco a Pearl Harbor, il Giappone dichiarò guerra agli Stati Uniti e gli Stati Uniti dichiararono guerra al Giappone in risposta lo stesso giorno.
In contemporanea con il bombardamento di Pearl Harbor il 7 dicembre 1941 (ora di Honolulu), il Giappone invase le colonie britanniche di Malesia e bombardò Singapore e Hong Kong, senza una dichiarazione di guerra o un ultimatum. Sia gli Stati Uniti che la Gran Bretagna erano neutrali quando il Giappone attaccò i loro territori senza esplicito avvertimento di uno stato di guerra.
Come le vittime dei bombardamenti di Beirut del 1983, dei bombardamenti delle Khobar Towers del 1996, gli Attentati alle ambasciate statunitensi del 1998 in Africa orientale, l'Attentato allo USS Cole e gli Attentati dell'11 settembre 2001, gli Stati Uniti ufficialmente classificarono tutte le 3.649 vittime fra civili e militari e la distruzione della proprietà militare di Pearl Harbor come non combattenti in quanto non c'era uno stato di guerra tra il Giappone e gli Stati Uniti quando si verificò l'attacco. Joseph B. Keenan, il procuratore capo del processo di Tokyo disse che l'attacco a Pearl Harbor non solo accadde senza una dichiarazione di guerra, ma fu anche un atto infido e ingannevole. In realtà, il Giappone e gli Stati Uniti stavano ancora negoziando per un possibile accordo di pace che mantenne i funzionari degli Stati Uniti molto distratti quando gli aerei giapponesi bombardarono Pearl Harbor. Keenan spiegò la definizione di una guerra di aggressione e la criminalità dell'attacco di Pearl Harbor: "Il concetto di guerra di aggressione non può essere espresso con la precisione di una formula scientifica, o descritte come i dati oggettivi delle scienze fisiche. La guerra aggressiva non è del tutto un fatto fisico da osservare e definire come il funzionamento delle leggi della materia. Si tratta piuttosto di un'attività che comporta l'ingiustizia tra le nazioni, l'aumento del livello della criminalità a causa dei suoi effetti disastrosi sul bene comune della società internazionale. L'ingiustizia di una guerra di aggressione è penale dei propri incassi estremi, considerati sia dal punto di vista della volontà dell'aggressore di infliggere lesioni e dagli effetti del male che ne derivano... la guerra ingiusta è chiaramente un reato e non una semplice illecita violazione dei contratti. L'atto comprende la distruzione intenzionale e irragionevole della vita, l'incolumità fisica e la proprietà, oggetto che è considerato criminale dalle leggi di tutti i popoli civili... L'attacco a Pearl Harbor violò il Patto Kellogg-Briand e della Convenzione dell'Aia III. Inoltre violò l'articolo 23 dell'allegato alla Convenzione dell'Aia IV dell'ottobre 1907... Ma l'attacco di Pearl Harbor non solo finì in omicidi e nel massacro di migliaia di esseri umani, non ha eventuali nella distruzione di proprietà. È stato un atto definitivo a minare e distruggere la speranza di un mondo di pace. Quando una nazione si avvale dell'inganno e del tradimento, con periodi di trattative e gli stessi negoziati come un mantello a programmare un attacco perfido, poi c'è un ottimo esempio del crimine di tutti i crimini".
L'ammiraglio Isoroku Yamamoto, che progettò l'Attacco a Pearl Harbor, era pienamente consapevole del fatto che se il Giappone avesse perso la guerra, sarebbe stato processato come criminale di guerra per quell'attacco (anche se venne ucciso dagli United States Air Force nell'Operazione vendetta del 1943). Al processo di Tokyo, il primo ministro Hideki Tōjō, Shigenori Tōgō (l'allora ministro degli esteri), Shigetarō Shimada (il ministro della marina) e Osami Nagano (il capo di stato maggiore dalla Marina), vennero accusati di crimini contro la pace (oneri dall 1 al 36) e di Omicidio (oneri dal 37 al 52) in connessione con l'attacco a Pearl Harbor. Insieme con i crimini di guerra e i Crimini contro l'umanità (oneri dal 53 al 55), Tojo fu tra i sette dirigenti giapponesi condannati a morte e giustiziati tramite Impiccagione nel 1948, Shigenori Togo ricevette una condanna di 20 anni, Shimada ricevette una condanna a vita e Nagano morì per cause naturali durante il processo del 1947.
Nel corso degli anni, molti nazionalisti giapponesi sostennero che l'attacco a Pearl Harbor era giustificato in quanto agirono per Autodifesa in risposta all'Embargo petrolifero imposto dagli Stati Uniti. La maggior parte degli storici e studiosi concordano sul fatto che l'embargo petrolifero non poteva essere utilizzato come giustificazione per l'uso della forza militare contro una nazione straniera che impone l'embargo del petrolio perché c'è una netta distinzione tra la percezione che qualcosa è essenziale per il benessere dello Stato-nazione e una minaccia che è veramente sufficientemente grave da giustificare un atto di forza in risposta, che il Giappone non riuscì a prendere in considerazione. Uno studioso e diplomatico giapponese, Takeo Iguchi, afferma che è "difficile dal punto di vista del diritto internazionale, che l'esercizio del diritto di autodifesa contro pressioni economiche è considerato valido". Mentre il Giappone ritenne che i suoi sogni di ulteriore espansione sarebbero stati portati a una brusca frenata dall'embargo americano, questo "bisogno" non poteva essere considerato proporzionale con la distruzione subita dalla United States Pacific Fleet a Pearl Harbor, previsto dai pianificatori militari giapponesi per essere esauriente il più possibile.

### Uccisioni di massa

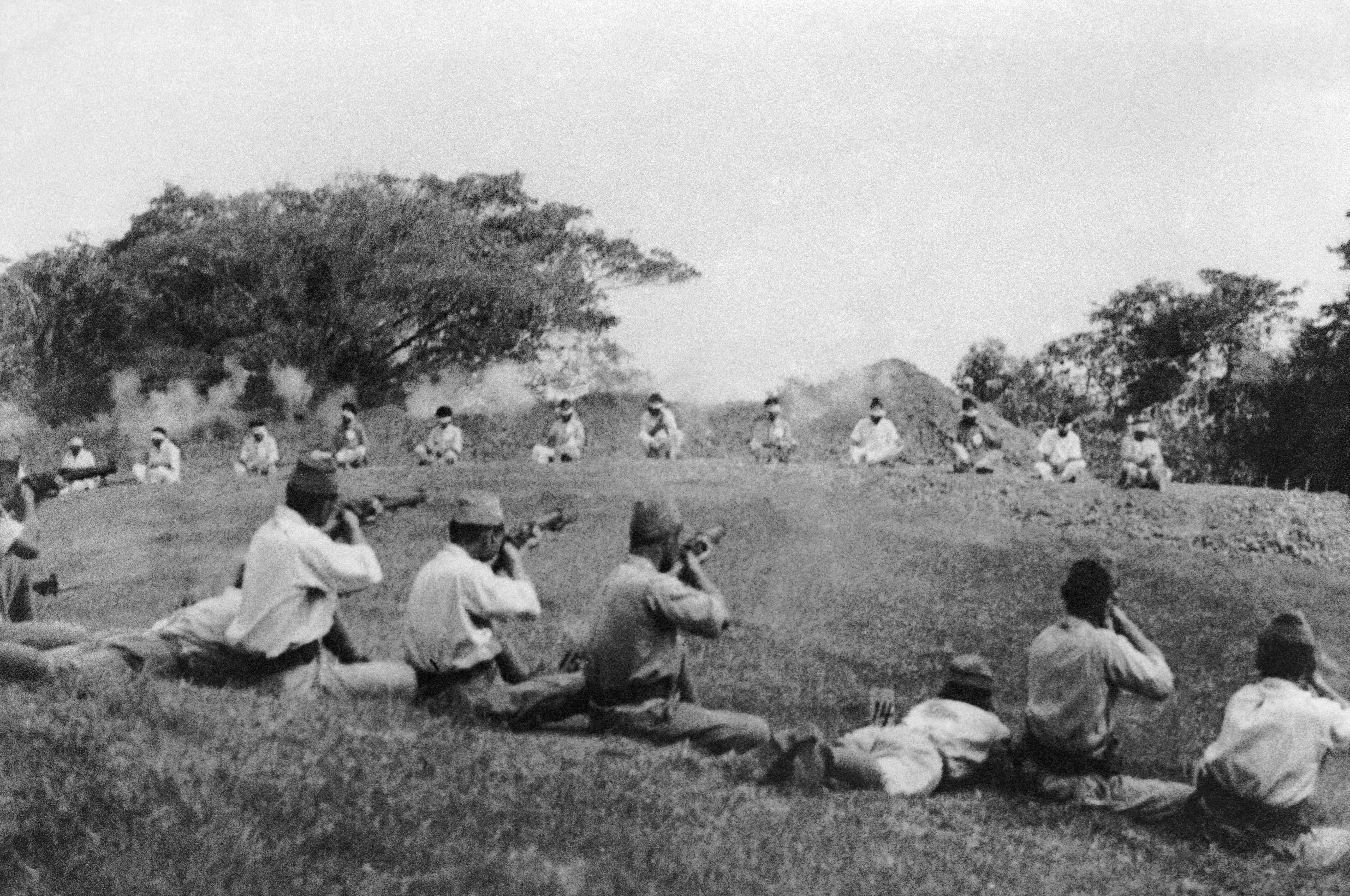
Soldati giapponesi sparano contro prigionieri bendati Sikh. La fotografia venne trovata fra gli archivi giapponesi quando le truppe britanniche entrarono a Singapore.

Rudolph Joseph Rummel, professore di scienze politiche presso l'Università delle Hawaii, stima che tra il 1937 e il 1945, l'esercito giapponese uccise dai 3 a oltre 10 milioni di persone, molto probabilmente 6 milioni di cinesi, taiwanesi, singaporeani, malesi, indonesiani, coreani, filippini e indocinesi, tra gli altri, compresi prigionieri di guerra occidentali. Secondo Rummel, "Questo democidio [cioè, la morte del governo] è dovuto a una strategia politica e militare di bancarotta morale, convenienza militare e personalizzata e la cultura nazionale". Secondo Rummel, solo in Cina, durante il 1937-1945, circa 3,9 milioni di cinesi vennero uccisi, la maggior parte civili, come risultato diretto delle operazioni giapponesi e 10,2 milioni nel corso della guerra. L'incidente più famoso durante questo periodo fu il Massacro di Nanchino del 1937-1938, quando, secondo le conclusioni del Tribunale Militare Internazionale per l'Estremo Oriente, l'esercito giapponese massacrò ben 300.000 civili e prigionieri di guerra, anche se la cifra accettata è qualche centinaio di migliaia.
Durante la Seconda guerra sino-giapponese, i giapponesi seguirono quella che venne definita come una "politica di abbattimento", anche contro le minoranze degli Hui musulmani in Cina. Secondo Wan lei, "In un villaggio Hui nella contea di Hebei, i giapponesi catturarono venti uomini Hui fra i quali vennero impostati gratuitamente solo due uomini più giovani verso la "redenzione" e vennero sepolti vivi fra i diciotto uomini Hui. Nel villaggio di Habei, i giapponesi uccisero più di 1.300 persone Hui entro tre anni dalla loro occupazione di quella zona". Le moschee furono profanate e distrutte dai giapponesi, e i cimiteri Hui vennero distrutti. Molti cinesi musulmani Hui combatterono nella seconda guerra sino-giapponese nella guerra contro il Giappone.
Nel sud-est asiatico, la Strage di Manila del febbraio 1945 provocò la morte di 10.000 civili nelle Filippine. Si stima che almeno uno ogni 20 filippini sia morto per mano dei giapponesi durante l'occupazione.A Singapore, nel mese di febbraio e marzo 1942, la Strage di Sook Ching era una sistematica di Genocidio di elementi ostili percepiti tra la popolazione cinese residente. Lee Kuan Yew, l'ex primo ministro di Singapore, disse durante un'intervista con il National Geographic Magazine che ci furono fra le 50.000 e le 90.000 vittime, mentre secondo il generale Kawamura Saburo, ci furono 5.000 morti in totale.
Ci furono altri massacri di civili, ad esempio, la Strage di Kalagong. In tempo di guerra del sud-est asiatico, i Cinesi d'oltremare e la Diaspora europea erano bersagli speciali degli abusi giapponesi; nel primo caso, motivato da un Complesso di inferiorità nei confronti della discesa storica e dell'influenza della Cultura cinese che non esisteva con gli indigeni del sud-est asiatico, e il secondo, motivato da un razzista Panasianismo e il desiderio di mostrare agli ex soggetti coloniali l'impotenza dei loro padroni occidentali. I giapponesi giustiziarono tutti i sultani malesi nel Kalimantan e spazzarono via l'élite malese nel incidente di Pontianak. Nella rivolta di Jesselton, i giapponesi massacrarono migliaia di civili indigeni durante l'Occupazione giapponese del Borneo e spazzarono via quasi l'intera popolazione Tausug delle isole costiere. Durante l'Occupazione giapponese delle Filippine, quando un Moro lanciò un attacco suicida contro i giapponesi, i giapponesi avrebbero massacrato l'intera famiglia o villaggio dell'uomo.
Lo storico Mitsuyoshi Himeta riferisce che la Politica dei tre assi (Sanko Sakusen) venne realizzata in Cina nel 1942-1945 ed era in sé responsabile della morte di "più di 2,7 milioni di civili cinesi". Questa Terra bruciata, sanzionata da Hirohito stesso, diresse le forze giapponesi a "uccidere tutti, bruciare tutto, e distruggere tutto". Inoltre, militari alleati e civili catturati vennero massacrati in diversi incidenti, tra cui:
- Battaglia di Singapore
- Massacro di Laha
- Massacro di Banko
- Massacro di Paris Sulong
- Strage di Bear
- SS Tjisalak, massacro perpetrato dal Sottomarino giapponese I-8
- Massacro di Wake Island
- Massacro di Tinta
- Marcia della morte di Bataan
- Incidente di Shinyo Maru
- Massacro di Sulug Island
- Incidente di Pontianak

### Sperimentazione umana e guerra biologica

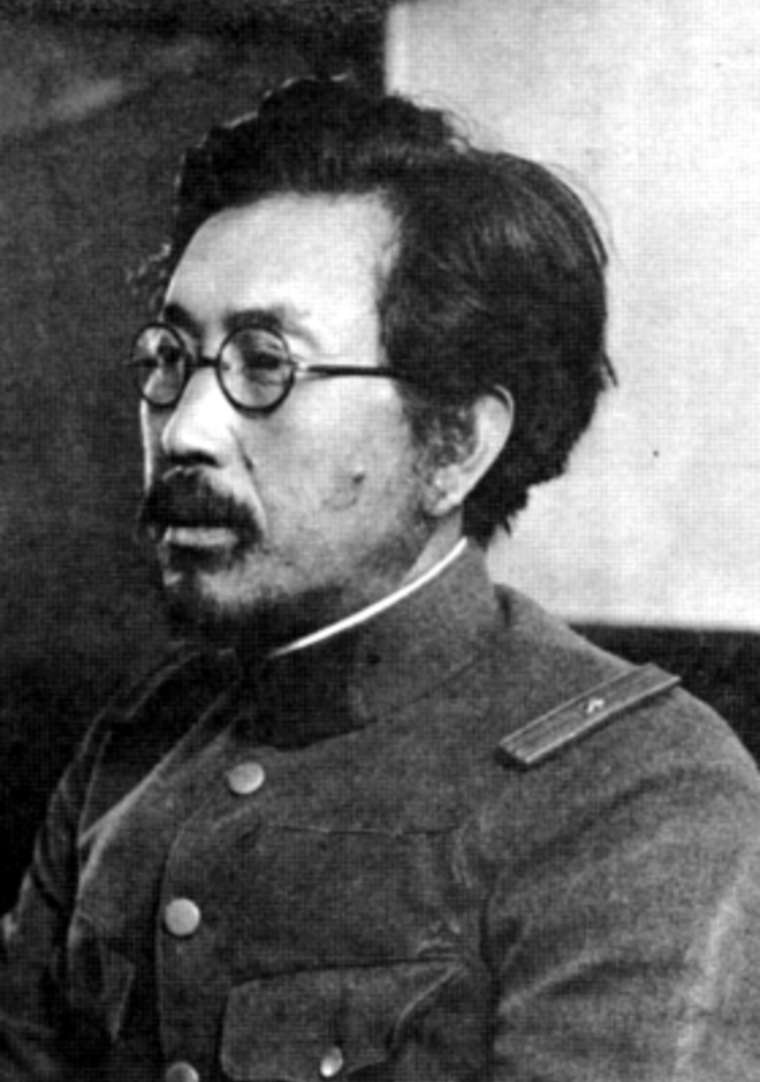
Shirō Ishii, comandante dell'Unità 731.

Unità militari speciali giapponesi condussero esperimenti sui civili e sui prigionieri di guerra in Cina. Una delle più famose era l'Unità 731 sotto Shirō Ishii. L'Unità 731 era stata istituita per ordine di Hirohito stesso. Le vittime vennero sottoposte ad esperimenti, tra cui, vivisezione e amputazioni senza anestesia e la sperimentazione di armi biologiche. L'anestesia non venne utilizzata perché si credeva che gli anestetici avrebbero influenzato negativamente i risultati degli esperimenti. Per determinare il trattamento di congelamento, i prigionieri vennero portati fuori dal gelo e lasciati con le braccia a vista, periodicamente inzuppati con acqua fino al congelamento. Il braccio veniva poi amputato; il medico avrebbe ripetuto il processo sul braccio della vittima alla spalla. Dopo che entrambe le braccia non c'erano più, i medici passavano verso le gambe fino a che rimanevano solo la testa e il tronco. La vittima veniva poi utilizzata per esperimenti sulla peste e gli agenti patogeni. Secondo una stima, solo gli esperimenti effettuati dall'Unità 731 avrebbero causato 3.000 morti. Inoltre secondo l'International Symposium on the Crimes of Bacteriological Warfare del 2002, il numero di persone uccise dalla guerra batteriologica e dagli esperimenti umani dell'esercito imperiale giapponese è di circa 580.000. Secondo altre fonti, "decine di migliaia, e forse fino a 400.000 cinesi morirono di peste bubbonica, colera, antrace e altre malattie...", derivate dall'utilizzo della guerra biologica. Gli alti ufficiali dell'Unità 731 non furono perseguitati per crimini di guerra, dopo la guerra, in cambio della concessione dei risultati delle loro ricerche agli Alleati. Essi assunsero anche, secondo quanto riferito, posizioni di responsabilità nel settore farmaceutico giapponese, scuole di medicina e nel Ministero della salute.
Un caso di sperimentazione umana si verificò nel Giappone stesso. Almeno 9 su 11 membri dell'equipaggio sopravvissuti allo schianto di un Bombardiere Boeing B-29 Superfortress dell'United States Army Air Forces nel Kyūshū il 5 maggio 1945 (questo aereo era comandato dal tenente Marvin Watkins del "29th Bomb Group of the 6th Bomb Squadron"). Il comandante del bombardiere venne separato dal suo equipaggio e inviato a Tokyo per l'interrogatorio, mentre gli altri sopravvissuti vennero portati al reparto anatomia della Kyushu University a Fukuoka, dove vennero sottoposti a vivisezione o uccisi.
Durante gli ultimi mesi della Seconda guerra mondiale, il Giappone aveva previsto di utilizzare la peste come arma biologica contro i civili statunitensi di San Diego in California durante l'Operazione Cherry Blossoms di notte, sperando che la peste avrebbe diffuso tanto terrore per la popolazione americana, e quindi dissuadere l'America dall'attaccare il Giappone. Il piano venne fissato per la notte del 22 settembre 1945, ma il Giappone si arrese cinque settimane prima.
L'11 marzo 1948, 30 persone, fra cui diversi medici e un'infermiera di sesso femminile, vennero portati in giudizio da parte del Tribunale dei crimini di guerra degli Alleati. Le accuse di cannibalismo caddero, ma 23 persone vennero giudicate colpevoli di vivisezione o trasferimento illecito di parti dal corpo. Cinque vennero condannati a morte, quattro all'ergastolo, e il resto in pene più brevi. Nel 1950, il governatore militare del Giappone, il generale Douglas MacArthur, commutò tutte le condanne a morte e significativamente ridusse la maggior parte delle pene detentive. Tutti i condannati in relazione alla vivisezione erano liberi dopo il 1958. Inoltre, molti medici che furono responsabili di queste vivisezioni non furono mai accusati dagli americani o dai loro alleati in cambio di informazioni sugli esperimenti.
Nel 2006, l'ex ufficiale medico IJN Akira Makino dichiarò che gli era stato ordinato, come parte della sua formazione, svolgere la vivisezione su circa 30 prigionieri civili nelle Filippine tra il dicembre 1944 e il febbraio 1945. L'intervento comprendeva le amputazioni. La maggior parte delle vittime di Makino erano musulmani Moro. Ken Yuasa, un ex medico militare in Cina, ammise anche di incidenti simili a cui fu costretto a partecipare.

### Uso di armi chimiche
Secondo gli storici Yoshiaki Yoshimi e Kentaro Awaya, durante la Seconda guerra sino-giapponese, armi a gas, come Gas lacrimogeni, vennero utilizzate solo sporadicamente nel 1937, ma nei primi mesi del 1938 l'esercito imperiale giapponese iniziò l'uso su vasta scala di Fosgene, Cloro, Lewisite e Cloropicrina (rosso), e da metà 1939, Iprite (giallo) venne utilizzato sia contro il Kuomintang che contro le truppe cinesi comuniste.
Secondo Yoshimi e Seiya Matsuno, l'imperatore Hirohito firmò gli ordini che specificavano l'uso di armi chimiche in Cina. Ad esempio, durante la Battaglia di Wuhan da agosto a ottobre 1938, l'imperatore autorizzò l'uso di armi chimiche in 375 occasioni, nonostante la Convenzione dell'Aia del 1899 IV, 2 Dichiarazione sull'uso dei proiettili il cui obiettivo è la diffusione di gas asfissianti o indelebili e l'articolo 23(a), della Convenzione dell'Aia del 1907 IV- Le leggi e gli usi della guerra di terra. Una risoluzione adottata dalla Società delle Nazioni il 14 maggio condannò l'uso di gas tossici da parte del Giappone.
Un altro esempio è la Battaglia di Yichang nel mese di ottobre del 1941, durante il quale il "19º Reggimento Artiglieria" aiutò la "13ª Brigata" della IJA 11th Army lanciano 1.000 proiettili a gas gialli e 1.500 proiettili a gas rossi alle forze cinesi. La zona era affollata di civili cinesi non in grado di evacuare. Circa 3.000 soldati cinesi erano nella zona e 1.600 vennero colpiti. Il rapporto giapponese dichiarò che "l'effetto del gas sembra considerevole".
Nel 2004, Yoshimi Tanaka e Yuki Tanaka scoprirono negli archivi dei documenti nazionali australiani che il Cianuro di gas veniva testato sui prigionieri australiani e olandesi nel novembre 1944 nelle Isole Kai (Indonesia).

### Tortura dei prigionieri di guerra

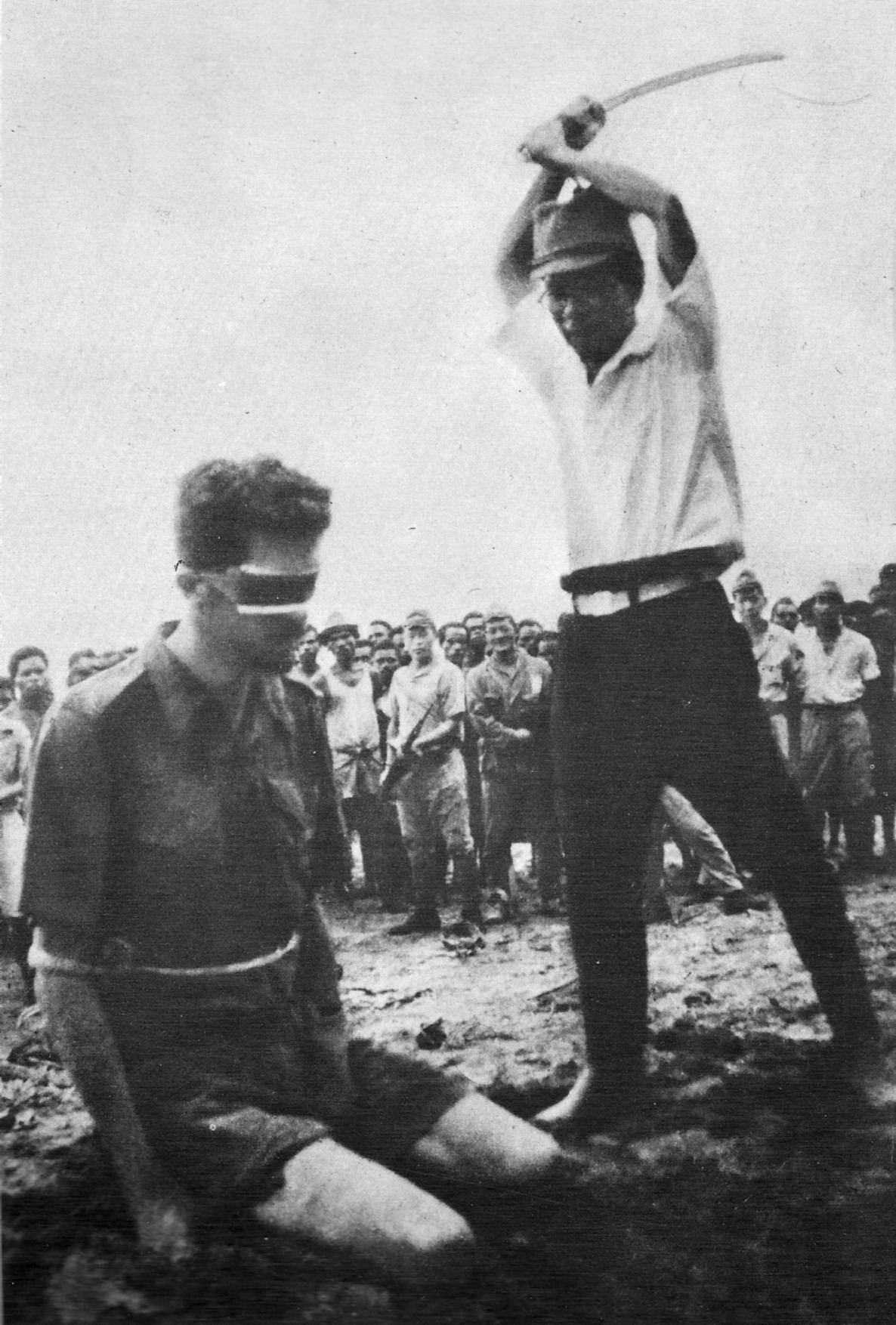
Un prigioniero di guerra australiano, il sergente Leonard Siffleet, catturato in Nuova Guinea, sta per essere decapitato da un ufficiale giapponese con un Gunto nel 1943.

Le forze imperiali giapponesi impiegarono un utilizzo diffuso della tortura sui prigionieri, in genere, nel tentativo di raccogliere rapidamente informazioni militari. I prigionieri catturati venivano spesso giustiziati in seguito. Un ex ufficiale dell'esercito giapponese che servì in Cina, Uno Shintaro, dichiarò: "Il principale mezzo per ottenere intelligence è quello estrarre informazioni interrogando i prigionieri. La tortura era una necessità inevitabile. Assassinare e seppellire seguiva naturalmente. Lo fai in modo da non essere scoperto. Ho creduto e agito in questo modo perché ero convinto di quello che stavo facendo. Abbiamo svolto il nostro dovere come indicato dai nostri maestri. Lo abbiamo fatto per il bene del nostro paese. Dal nostro impegno filiale ai nostri antenati. Sul campo di battaglia, non abbiamo mai considerato i cinesi esseri umani. Quando stai vincendo, i perdenti sembrano davvero infelici. Abbiamo concluso che il popolo Yamato [cioè, i giapponesi] era superiore".
L'efficacia della tortura, potrebbe essere stata controproducente per lo sforzo di guerra del Giappone. Dopo i bombardamenti atomici di Hiroshima e Nagasaki durante la Seconda guerra mondiale, l'esercito giapponese torturò un pilota di caccia P-51 Mustang catturato di nome Marcus McDilda per scoprire quante armi nucleari gli Alleati avevano e quali erano gli obiettivi futuri. McDilda che non sapeva nulla né della Bomba atomica né del Progetto Manhattan, "confessò" sotto tortura che gli Stati Uniti avevano 100 bombe atomiche e che Tokyo e Kyoto sarebbero state i prossimi obiettivi. La falsa confessione di McDilda potrebbe aver indotto la decisione dei leader giapponesi alla resa.

### Esecuzione e uccisione di aviatori alleati catturati

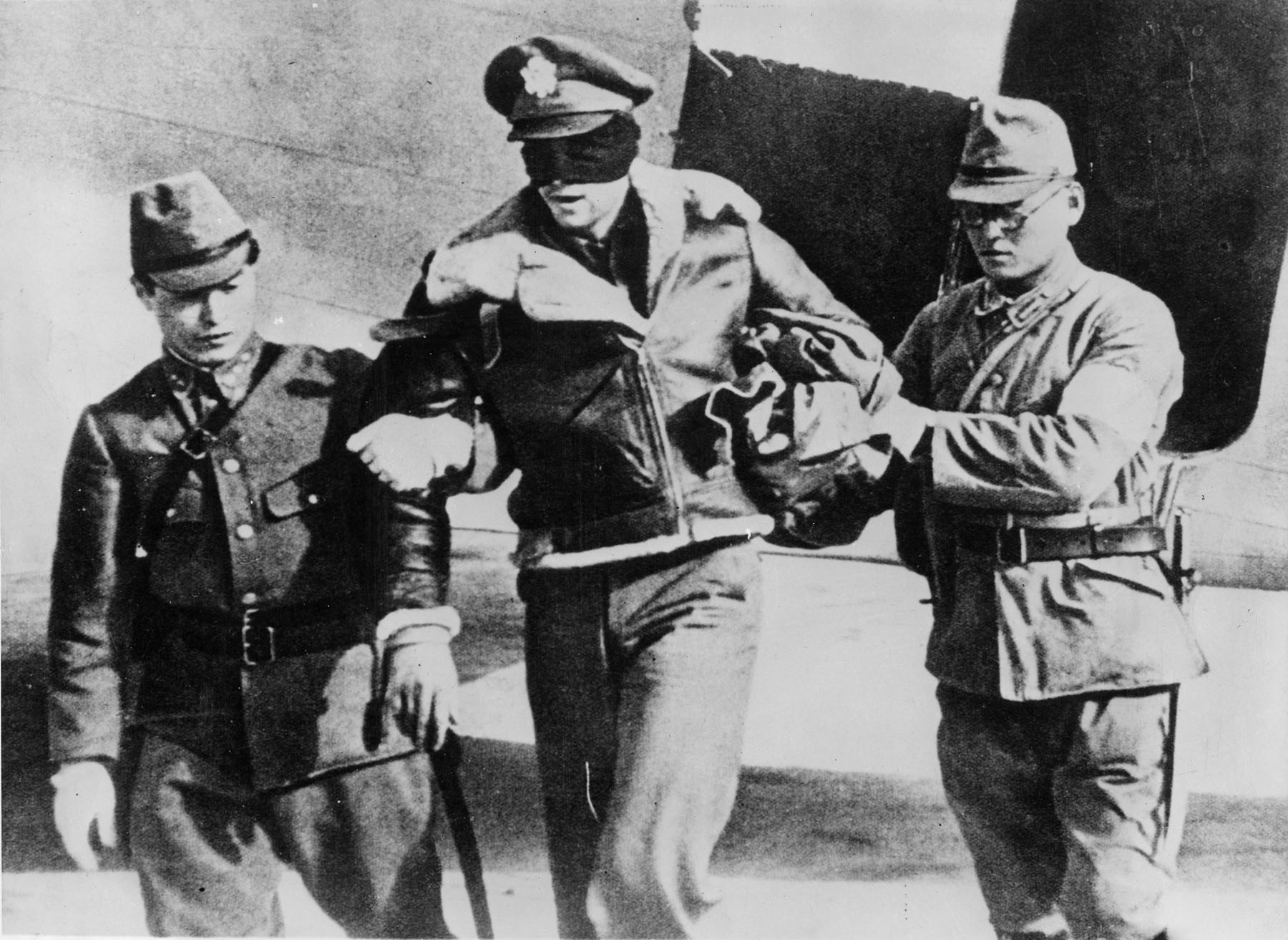
Un Raider Doolittle bendato fatto prigioniero nel 1942.

Molti aviatori alleati catturati dai giapponesi in terra o in mare vennero giustiziati in conformità con la politica ufficiale giapponese. Durante la battaglia delle Midway nel giugno del 1942, tre aviatori americani che erano stati abbattuti e discesi in mare vennero avvistati e catturati dalle navi da guerra giapponesi. Dopo brevi interrogatori, due aviatori vennero uccisi, i loro corpi poi legati a cinque lattoni di cherosene pieni d'acqua e gettati fuori bordo dal cacciatorpediniere Makigumo; il terzo venne ucciso e il suo corpo venne scaricato in mare dall'altro cacciatorpediniere Arashi.
Il 13 agosto 1942, il Giappone varò la Legge degli aviatori nemici, che dichiarava che i piloti alleati che bombardavano obiettivi non militari nel Teatro del Pacifico e che venissero catturati a terra o in mare da parte delle forze giapponesi fossero oggetto di giudizio e condanna, nonostante l'assenza di qualsiasi norma internazionale contenente disposizioni in materia di guerra aerea. Questa legislazione venne approvata in risposta all'Incursione aerea su Tokyo, avvenuta il 18 aprile 1942, in cui i bombardieri americani B-25 Mitchell sotto il comando del tenente colonnello Jimmy Doolittle bombardarono Tokyo e altre città giapponesi. Secondo la convenzione dell'Aia del 1907 (l'unica convenzione che il Giappone ratificò quanto riguardava il trattamento dei prigionieri di guerra), tutto il personale militare catturato in terra o in mare da parte delle truppe nemiche doveva essere trattato come prigioniero di guerra e non punito per essere semplicemente un legittimo combattente. Otto incursori aerei catturati al momento dello sbarco in Cina (e a conoscenza dell'esistenza della legge di "The Enemy Airmen") furono i primi membri di equipaggi alleati ad essere portati davanti a un tribunale illegale a Shanghai ai sensi della legge, accusati di presunto (ma non dimostrato) bombardamento sui civili giapponesi durante l'incursione aerea. Gli otto avieri vennero privati di qualsiasi difesa e, nonostante la mancanza di prove legittime, vennero trovati colpevoli di partecipare a operazioni militari aeree contro il Giappone. Cinque delle otto sentenze vennero commutate in ergastolo; gli altri tre piloti vennero portati in un cimitero fuori Shanghai, dove vennero fucilati il 14 ottobre 1942.
L'applicazione della legge sugli "aviatori nemici" contribuì alla morte di centinaia di aviatori alleati durante la Guerra del Pacifico. Si stima che circa 132 aviatori alleati abbattuti durante i Raid aerei sul Giappone nel 1944-1945 vennero sommariamente giustiziati dopo brevi processi canguro o corti marziali. I militari giapponesi imperiali deliberatamente uccisero 33 aviatori americani a Fukuoka, tra cui uno di quindici anni, che vennero decapitati poco dopo l'intenzione del governo di annunciare la resa il 15 agosto 1945. Alcuni civili uccisero anche loro alcuni aviatori alleati prima che i militari giapponesi arrivassero per prendere gli aviatori in custodia. Altri 94 avieri morirono per altre cause mentre erano in custodia giapponese, tra cui 52 che vennero uccisi quando furono deliberatamente abbandonati in prigione durante il Bombardamento di Tokyo il 24-25 maggio 1945.

### Cannibalismo
Molti rapporti scritti e testimonianze raccolte dalla sezione australiana dei crimini di guerra del tribunale di Tokyo, e indagati dal procuratore William Webb (il futuro giudice in capo), indicano che il personale giapponese in molte parti dell'Asia e del Pacifico compì atti di cannibalismo contro prigionieri di guerra alleati. In molti casi, questo venne causato dai sempre più crescenti attacchi alleati sui posti di alimentazione giapponesi, e la morte e la malattia del personale giapponese a causa della fame. Secondo lo storico Yuki Tanaka: "il cannibalismo era spesso un'attività sistematica condotta da squadre intere e sotto il comando di ufficiali". Questi frequenti omicidi spesso venivano fatti al fine di assicurare corpi. Ad esempio, un prigioniero di guerra indiano, un havildar Changdi Ram, testimoniò che: "[Il 12 novembre 1944] il Kempeitai decapitò un pilota [Alleato], ho visto da dietro un albero e ho guardato un po' dei tagli giapponesi sulla carne sulle sue braccia, gambe, fianchi, glutei e lo portarono via nei loro alloggi... L'hanno tagliato in piccoli pezzi e frissero essi".
In alcuni casi, la carne veniva tagliata a persone ancora vive: un altro prigioniero di guerra indiano, il Lance naik Hatam Ali (poi un cittadino del Pakistan), presente in Nuova Guinea, dichiarò: "I giapponesi iniziarono a selezionare prigionieri e ogni giorno un prigioniero veniva portato fuori e ucciso e mangiato dai soldati. Ho visto personalmente che questo accadde e circa 100 prigionieri furono mangiati in questo luogo dai giapponesi. Il resto di noi vennero presi a un altro punto a 50 miglia [80 km] di distanza, dove 10 prigionieri morirono di malattia. In questo luogo, i giapponesi ancora iniziarono la selezione dei prigionieri da mangiare. Quelli selezionati vennero portati in una capanna dove la carne venne tagliata dai loro corpi mentre erano ancora vivi e vennero gettati in una fossa dove poi morirono".
Forse l'ufficiale più anziano condannato per il cannibalismo era il tenente generale Yoshio Tachibana, che con altri 11 membri del personale giapponese venne processato nell'agosto 1946 in relazione all'esecuzione degli aviatori US Navy, e il cannibalismo di almeno uno di loro, nel mese di agosto 1944, sulle Chichi-jima, nelle Isole Ogasawara. Gli aviatori vennero decapitati per ordine di Tachibana. Poiché la legge militare e internazionale, non trattava specificatamente il cannibalismo, vennero processati per omicidio e "prevenzione di onorata sepoltura", Tachibana venne condannato a morte e impiccato.

### Lavoro forzato

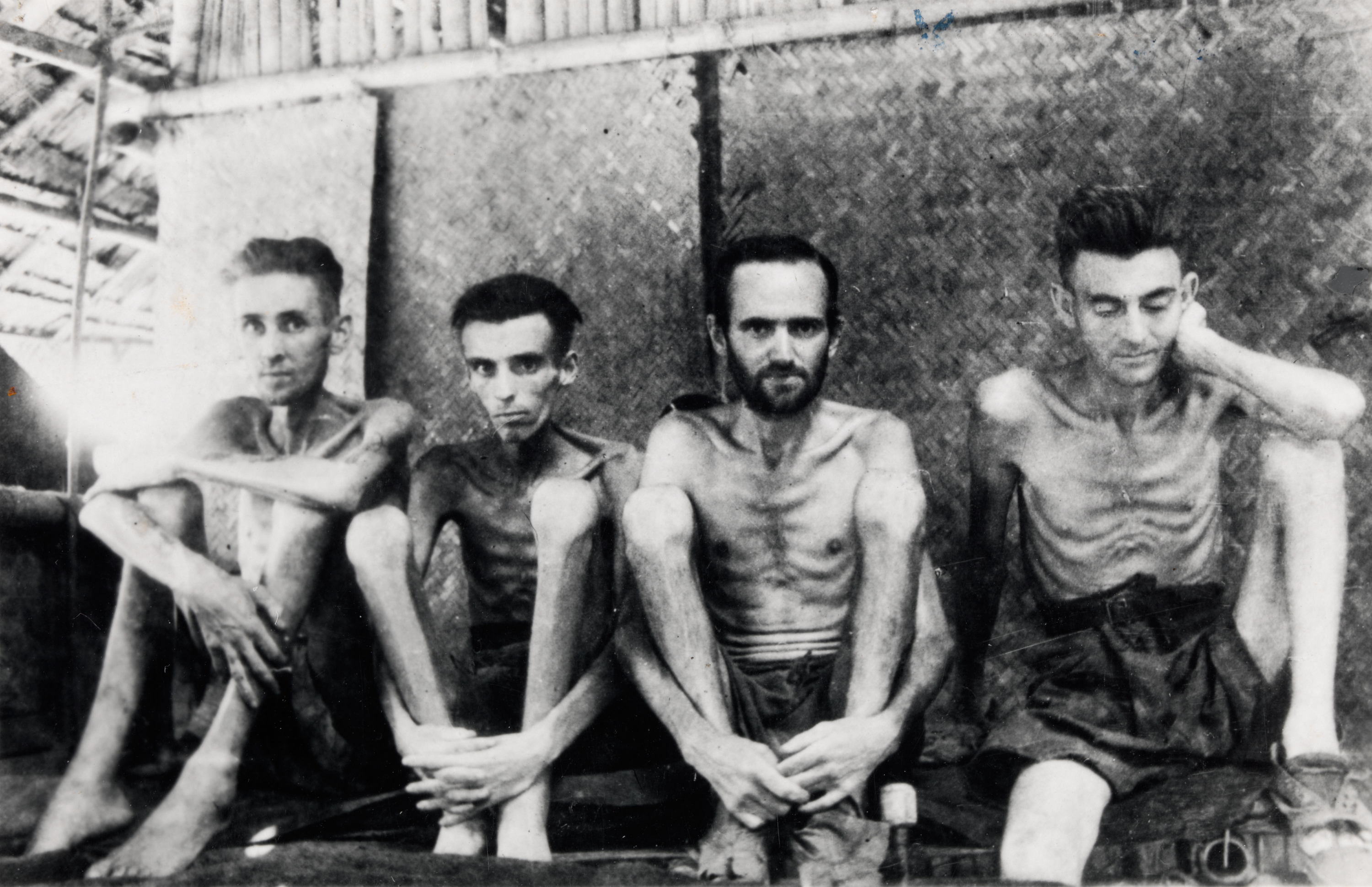
Prigionieri di guerra australiani e olandesi a Tarsau in Thailandia, 1943.

L'uso che i militari giapponesi fecero del Lavoro forzato, dei civili e dei prigionieri di guerra anche asiatici causò molti morti. Secondo uno studio congiunto da parte degli storici, tra cui Zhifen Ju, Mitsuyoshi Himeta, Toru Kubo, e Mark Peattie, più di 10 milioni di civili cinesi vennero mobilitati dalla Koa-in (consiglio di governo giapponese) per il lavoro forzato. Più di 100.000 civili e prigionieri di guerra morirono nella costruzione della ferrovia di Burma-Siam.
La biblioteca del congresso statunitense stima che a Giava l'esercito giapponese costrinse tra i quattro e i dieci milioni di Romusha ("operai" in giapponese) a lavorare. Circa 270.000 di questi lavoratori giavanesi vennero inviati ad altre aree giapponesi di detenuti nel sud-est asiatico, ma solo 52.000 vennero rimpatriati a Giava, il che significa che c'era un tasso di mortalità dell'ottanta per cento.
Secondo lo storico Akira Fujiwara, l'imperatore Hirohito ratificò personalmente la decisione di rimuovere i vincoli del diritto internazionale (Convenzione dell'Aia) sul trattamento dei prigionieri di guerra cinesi nella direttiva del 5 agosto 1937. Tale notifica consigliò gli ufficiali di stato maggiore di smettere di usare il termine "prigionieri di guerra". La convenzione di Ginevra esentava prigionieri del rango di Sergente o superiore del lavoro manuale, e stabilì che i detenuti che svolgevano un lavoro dovevano essere dotati di razioni extra e altre cose essenziali. Il Giappone non aveva firmato la Convenzione di Ginevra del 1929 sui prigionieri di guerra, al momento, e le forze giapponesi non seguirono la convenzione, anche se ratificarono la convenzione di Ginevra del 1929 sui malati e feriti.

### Comfort women
I termini "donne di conforto" (Ianfu) o "donne di conforto militare" (Jugun-ianfu) sono eufemismi per le donne dei bordelli militari giapponesi nei paesi occupati, che vennero spesso reclutate con l'inganno o rapite e costrette alla schiavitù sessuale.
Nel 1992, lo storico Yoshiaki Yoshimi pubblicò materiale sulla base delle sue ricerche negli archivi presso l'istituto Nazionale del Giappone per gli studi sulla difesa. Yoshimi sostenne che ci fosse un legame diretto tra le istituzioni imperiali come la Koain e le "stazioni di conforto". Quando le scoperte di Yoshimi vennero pubblicate dai mezzi di informazione giapponesi il 12 gennaio 1993, causarono sensazione e costrinsero il governo, rappresentato dal capo di gabinetto Kato Koichi, a riconoscere alcuni dei fatti lo stesso giorno. Il 17 gennaio, il primo ministro Kiichi Miyazawa presentò scuse formali per la sofferenza delle vittime, durante un viaggio nella Corea del Sud. Il 6 luglio e il 4 agosto, il governo giapponese emise due dichiarazioni con le quali riconobbe che le «stazioni comfort vennero attivate in risposta alla richiesta dei militari». «L'esercito giapponese era, direttamente o indirettamente, coinvolto nello stabilimento e nella gestione delle stazioni di conforto e il trasferimento delle donne di conforto, e che le donne vennero reclutate in molti casi contro la propria volontà attraverso lusinghe e coercizioni».
La controversia venne nuovamente riaccesa il 1º marzo 2007, quando il primo ministro Shinzō Abe diede suggerimenti alla Camera dei rappresentanti di chiedere scusa e riconoscere al governo giapponese il ruolo dei militari giapponesi in tempo di guerra nella schiavitù sessuale. Abe negò che si riferiva alle stazioni e disse: "Non ci sono prove per dimostrare che non c'era la coercizione, non c'è nulla per sostenerlo". I commenti di Abe provocarono reazioni negative all'estero. Ad esempio, un numero del The New York Times del 6 marzo dichiarò: "Questi non erano bordelli commerciali. La forza, esplicita e implicita, venne utilizzata nel reclutamento di queste donne. Che cosa venne fatto su di loro era uno stupro di serie, non una prostituzione. Il coinvolgimento dell'esercito giapponese è documentato nei file di difesa del governo. Un alto funzionario di Tokyo ha più o meno chiesto scusa per questo orribile crimine nel 1993... Ieri, a malincuore ha riconosciuto il 1993 come l'anno delle scuse, ma solo come parte di una dichiarazione preventiva del suo governo che avrebbe rifiutato la chiamata, ora in attesa delle scuse ufficiali del congresso degli Stati Uniti. L'America non è il solo paese interessato a vedere se il Giappone tardivamente accetterà le sue piene responsabilità, la Corea, la Cina e le Filippine sono infuriate da anni per gli equivoci giapponesi sulla questione".
Lo stesso giorno, il soldato veterano Yasuji Kaneko ammise al The Washington Post che "le donne gridavano, ma a noi non importava se le donne vivevano o morivano. Eravamo soldati dell'imperatore. Sia nei bordelli militari che nei villaggi, abbiamo violentato senza reticenze". Il 17 aprile 2007, Yoshimi e un altro storico, Hirofumi Hayashi, annunciarono la scoperta, negli archivi del Processo di Tokyo, di sette documenti ufficiali che suggerivano che le forze militari imperiali, come il Tokeitai (polizia navale segreta), le donne venivano direttamente estorte al lavoro nei bordelli in prima linea in Cina, Indocina e Indonesia. Questi documenti vennero inizialmente resi pubblici al processo per crimini di guerra. In uno di questi, un tenente venne citato per aver confessato di aver organizzato un bordello e di averne fatto uso egli stesso. Un'altra fonte riferisce che i membri del Tokeitai avevano donne arrestate per le strade, e dopo le visite mediche vigenti, venivano messe nei bordelli.
Il 12 maggio 2007, il giornalista Taichiro Kaijimura annunciò la scoperta di 30 documenti governativi olandesi presentati al Processo di Tokyo come prova di un incidente forzato di prostituzione ammassata nel 1944 a Magelang. In altri casi, alcune vittime di Timor Est testimoniarono che venivano forzate quando non erano ancora abbastanza grandi per avere le mestruazioni e ripetutamente venivano violentate dai soldati giapponesi.
Una donna di conforto olandese-indonesiana, Ruff O'Hearn (ora residente in Australia), che ne diede prova al comitato degli Stati Uniti, disse che il governo giapponese aveva omesso di assumersi la responsabilità per i suoi crimini, che non voleva pagare un risarcimento alle vittime e che voleva riscrivere la storia. Ruff O'Hearn disse che lei era stata violentata "giorno e notte" per tre mesi da parte dei soldati giapponesi quando aveva 19 anni. Solo una donna giapponese pubblicò la sua testimonianza. Nel 1971, un ex donna di conforto, costretta a lavorare per i soldati giapponesi a Taiwan, pubblicò le sue memorie con lo pseudonimo di Suzuko Shirota.
Ci sono diverse teorie sulla ripartizione del luogo di origine delle donne di conforto. Mentre alcune fonti giapponesi sostengono che la maggior parte delle donne provenivano dal Giappone, altri (fra cui Yoshimi), sostengono che 200.000 donne fossero provenienti dalla Corea, e da altri paesi, come Cina, Filippine e Birmania, le Indie orientali olandesi, i Paesi Bassi e l'Australia vennero costrette a impegnarsi in attività sessuali. Nel mese di giugno 2014, i documenti più ufficiali del governo degli archivi del Giappone vennero resi pubblici, documentando la violenza sessuale commessa dai soldati imperiali giapponesi nell'Indocina francese e in Indonesia.
Il 26 giugno 2007, la Commissione della Camera dei rappresentanti per gli affari esteri approvò una risoluzione che chiedeva che il Giappone «dovrebbe riconoscere, scusarsi e accettare la responsabilità storica in modo chiaro e inequivocabile per la coercizione militare delle donne verso la schiavitù sessuale durante la guerra». Il 30 luglio 2007 la Camera dei rappresentanti approvò la risoluzione, mentre Shinzo Abe disse che questa decisione è stata "deplorevole".

### Saccheggi
Molti storici affermano che il governo giapponese e singoli militari si impegnarono in diffusi saccheggi durante il periodo dal 1895 al 1945. La refurtiva comprendeva un terreno privato, così come diversi tipi di oggetti di valore rubati dalle banche, cassette di sicurezza, templi, chiese, moschee, musei, centri commerciali e abitazioni private.

### Libri
- Barnaby, Wendy. The Plague Makers: The Secret World of Biological Warfare, Frog Ltd, 1999. ISBN 1-883319-85-4 ISBN 0-7567-5698-7 ISBN 0-8264-1258-0 ISBN 0-8264-1415-X
- Bass, Gary Jonathan. Stay the Hand of Vengeance: The Politics of War Crimes Trials. Princeton, NJ: Princeton University Press, 2000.
- Bayly, C.A. & Harper T. Forgotten Armies. The Fall of British Asia 1941-5 (London: Allen Lane) 2004
- Bix, Herbert. Hirohito and the Making of Modern Japan. New York: HarperCollins, 2000.
- Bergamini, David. Japan's Imperial Conspiracy, William Morrow, New York, 1971.
- Brackman, Arnold C. The Other Nuremberg: the Untold Story of the Tokyo War Crimes Trial. New York: William Morrow and Company, 1987.
- Chang, Iris. The Rape of Nanking, Perseus books LLC, 1997. ISBN 0-465-06835-9
- Haruko Taya Cook, Theodore F. Cook, Japan at War: An Oral History, New Press, 1993, ISBN 1-56584-039-9.- Compilation of interviews with Japanese survivors of World War II, including several who describe war crimes that they were involved with.
- Dower, John W. Embracing Defeat: Japan in the Wake of World War II. New York: New Press, 1999.
- John W. Dower, War Without Mercy: Race and Power in the Pacific War, New York, Pantheon, 1987, ISBN 0-394-75172-8.
- Endicott, Stephen and Edward Hagerman. The United States and Biological Warfare: Secrets from the Early Cold War and Korea, Indiana University Press, 1999. ISBN 0-253-33472-1
- Richard B. Frank, Downfall: The End of the Imperial Japanese Empire, New York, Penguin Books, 1999.
- Gold, Hal. Unit 731 Testimony, Charles E Tuttle Co., 1996. ISBN 4-900737-39-9
- Handelman, Stephen and Ken Alibek. Biohazard: The Chilling True Story of the Largest Covert Biological Weapons Program in the World—Told from Inside by the Man Who Ran It, Random House, 1999. ISBN 0-375-50231-9 ISBN 0-385-33496-6
- Meirion Harries, Susie Harries, Soldiers of the Sun: The Rise and Fall of the Imperial Japanese Army, New York, Random House, 1994, ISBN 0-679-75303-6.
- Harris, Robert and Jeremy Paxman. A Higher Form of Killing: The Secret History of Chemical and Biological Warfare, Random House, 2002. ISBN 0-8129-6653-8
- Harris, Sheldon H. Factories of Death: Japanese Biological Warfare 1932-45 and the American Cover-Up, Routledge, 1994. ISBN 0-415-09105-5 ISBN 0-415-93214-9
- Linda Goetz Holmes, Unjust Enrichment: How Japan's Companies Built Postwar Fortunes Using American POWs, Mechanicsburg, PA, USA, Stackpole Books, 2001.
- Horowitz, Solis. "The Tokyo Trial" International Conciliation 465 (November 1950), 473-584.
- Paul Kratoksa, Asian Labor in the Wartime Japanese Empire: Unknown Histories, M.E. Sharpe and Singapore University Press, 2005, ISBN 0-7656-1263-1.
- Richard L. Lael, The Yamashita Precedent: War Crimes and Command Responsibility, Wilmington, Del, USA, Scholarly Resources, 1982.
- Latimer, Jon, Burma: The Forgotten War, London: John Murray, 2004. ISBN 0-7195-6576-6
- of Liverpool Russell Lord, The Knights of Bushido: A Short History of Japanese War Crimes, Greenhill Books, 2006, ISBN 1-85367-651-9.
- Timothy P. Maga, Judgment at Tokyo: The Japanese War Crimes Trials, University Press of Kentucky, 2001, ISBN 0-8131-2177-9.
- Richard H. Minear, Victor's Justice: The Tokyo War Crimes Trial, Princeton, NJ, USA, Princeton University Press, 1971.
- Neier, Aryeh. War Crimes: Brutality, Genocide, Terror and the Struggle for Justice, Times Books, Random House, New York, 1998.
- Philip R. Piccigallo, The Japanese on Trial: Allied War Crimes Operations in the East, 1945-1951, Austin, Texas, USA, University of Texas Press, 1979.
- Rees, Laurence. Horror in the East, published 2001 by the British Broadcasting Company
- Seagrave, Sterling & Peggy. Gold warriors: America's secret recovery of Yamashita's gold, Verso Books, 2003. ISBN 1-85984-542-8
- Christine Sherman, War Crimes: International Military Tribunal, Turner Publishing Company, 2001, ISBN 1-56311-728-2.-Detailed account of the International Military Tribunal for the Far East proceedings in Tokyo
- Kazuko Tsurumi, Social change and the individual;: Japan before and after defeat in World War II, Princeton, USA, Princeton University Press, 1970, ISBN 0-691-09347-4.
- Williams, Peter. Unit 731: Japan's Secret Biological Warfare in World War II, Free Press, 1989. ISBN 0-02-935301-7
- Masahiro Yamamoto, Nanking: Anatomy of an Atrocity, Praeger Publishers, 2000, ISBN 0-275-96904-5.- A rebuttal to Iris Chang's book on the Nanking massacre.

### Audio/visual media
- Minoru Matsui (2001), documentario con interviste a veterani dell'esercito imperiale giapponese, Devils shed light on a dark past, CNN, , Japanese Devils, Midnight Eye,
- The History Channel (2000), Japanese War Crimes: Murder Under The Sun, A & E Home video